# The Bar-C Mystery
The Bar-C Mystery é um seriado estadunidense de 1926, gênero Western, dirigido por Robert F. Hill, em 10 capítulos, estrelado por Dorothy Phillips, Wallace MacDonald e Tom London. Baseado no conto "Janie of the Waning Glories", de Raymond Spears, foi produzido pela C. W. Patton Productions e distribuído pela Pathé Exchange, e veiculou nos cinemas estdunidenses entre 25 de abril e 27 de junho de 1926. Foi lançado, também, em versão compacta pela Pathé em 14 de maio de 1926, após o lançamento oficial.
Este seriado é considerado perdido.

## Elenco
- Dorothy Phillips - Jane Cortelyou
- Wallace MacDonald - Nevada
- Ethel Clayton - Mrs. Lane
- Philo McCullough - Robbins
- Johnny Fox - Tommy
- Violet Schram - Wanda
- Fred DeSilva - Grisp

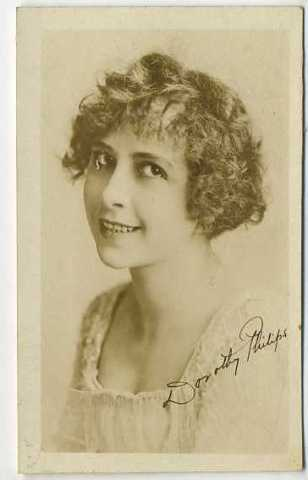
Dorothy Phillips, protagonista do seriado. The Bar-C Mystery seria o único seriado em que Dorothy atuaria.

- Julie Bishop (creditada Jacqueline Wells). A atriz Jacqueline Wells, posteriormente, mudou seu nome para Julie Bishop.
- Billy Bletcher
- Jim Corey
- Al Hart
- Fred Kohler
- Tom London
- Francis McDonald
- Victor Potel

## Capítulos
1. A Heritage of Danger
2. Perilous Paths
3. The Midnight Raid
4. Wheels of Doom
5. Thundering Hoofs
6. Against Desperate Odds
7. Back from the Missing
8. Fight for a Fortune
9. The Wolf's Cunning
10. A Six-Gun Wedding

## Seriado no Brasil
The Bar-C Mystery estreou no Brasil em 1927, pelo Programa Matarazzo, sob o título “A Herdade Misteriosa”.